# 周岐隱
周岐隱（1897年—1968年），近代中医学家。原名利川，字薇泉，四十岁后才开始行医，并更名岐隐。浙江鄞县东乡（今宁波市鄞州区）人。

## 医学贡献
周生于清朝光绪二十三年（1897年）的医学世家，曾祖父周晃、祖父周振玉，都是精通医术的地方名医。父亲周颂清，是府学生，以文章闻名乡里。
雖早年天资并不聪慧，但刻苦学习。弱冠时从学于杨霁园学习儒家经典。之后赴上海，师从于慈溪张莘墅学医。学成之后，不幸家道中落，在上海以教书为业，并在上海遍访名医。后回宁波从医，与弟周采泉共创“怡怡书屋”，传授医学，有弟子百余人。
周精通伤寒，系统地研究了《古本伤寒杂病论》，并与近代流通的其他医书相互比较，增录佚文，修订讹误。1949年中華人民共和國建国后，浙江省卫生厅聘他为浙江省中医研究所顾问。

## 评价
- 郑逸梅在《艺林散叶》中评价：“周岐隐邃于医理，常为病家惜费，不浪用珍贵药物，药铺中人嗤之为草药郎中。”[1]
- 医史学家陈梦赍评价：“周氏晚年于《伤寒杂病论》用力最深，为生平治理《伤寒论》之总结，张宗祥曾为作序。”[1]

## 代表著作
- 《伤寒汲古》，三卷，系统研究了伤寒（1932年）
- 《伤寒心解》，十卷
- 《伤寒六经分经表》
- 《精神病广义》
- 《妇科不谢方》
- 《宁属人物传》，收录于余绍宋主修的《浙江通志》之中
- 《浙江名胜志》，收录于余绍宋主修的《浙江通志》之中
- 《温病条辨歌括选要》（1963年著）
- 《浙江历代名医录》